# Uniwersytet w Belgradzie

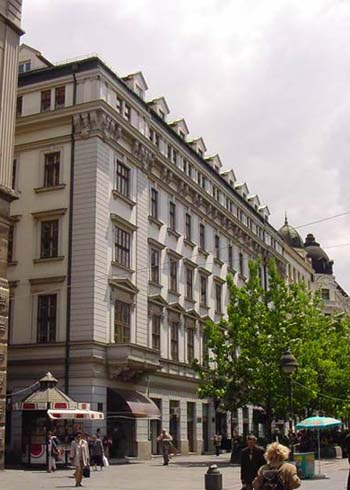
Wydział Filologiczny Uniwersytetu w Belgradzie

Uniwersytet w Belgradzie, Uniwersytet Belgradzki (serb. Универзитет у Београду) – uczelnia w Belgradzie, największy i najważniejszy uniwersytet Republiki Serbii, założony w 1808 roku, jako działająca od tego roku w Belgradzie Szkoła Wielka (serb. Велика школа). Obecnie ma 31 wydziałów i ponad 90 tys. studentów. Jest najbardziej cenioną i dofinansowaną instytucją naukowo-badawczą w Serbii. Prowadzi badania naukowe we wszystkich dziedzinach nauki. Biblioteka Uniwersytecka im. Svetozara Markovicia jest jedyną Carnegie biblioteką w Europie Środkowej i Wschodniej.

## Wydziały
- Wydział Architektury
- Wydział Bezpieczeństwa
- Wydział Biologii
- Wydział Budownictwa
- Wydział Chemii
- Wydział Chemii Fizycznej
- Wydział Edukacji
- Wydział Ekonomiczny
- Wydział Elektrotechniki
- Wydział Farmaceutyczny
- Wydział Filologiczny
- Wydział Filozofii
- Wydział Fizyki
- Wydział Geografii
- Wydział Górnictwa i Geologii
- Wydział Inżynierii Mechanicznej
- Wydział Inżynierii Ruchu
- Wydział Leśnictwa
- Wydział Matematyki
- Wydział Medyczny
- Wydział Medycyny Weterynaryjnej
- Wydział Nauk Organizacyjnych
- Wydział Nauk Politycznych
- Wydział Pedagogiki Specjalnej i Resocjalizacji
- Wydział Prawa
- Wydział Rolnictwa
- Wydział Sportu i Wychowania Fizycznego
- Wydział Stomatologii
- Wydział Techniczny (w Borze)
- Wydział Technologii Hutniczych
- Wydział Teologii Prawosławnej

## Język polski
Studia polonistyczne na Uniwersytecie w Belgradzie rozpoczęty się w 1895, wraz z przybyciem prof. Radovana Košuticia. Jednak już w latach 60. XIX wieku na wykładach slawisty Djury Daničić słuchacze mogli zdobywać podstawową wiedzę z języka polskiego. Po II wojnie światowej język ten wykłada się jako przedmiot główny.

## Absolwenci
Wśród absolwentów znajdują się prezydenci Serbii Boris Tadić i Ivan Stambolić, pierwszy prezydent Macedonii Kiro Gligorov, pierwszy prezydent Czarnogóry Filip Vujanović, prezydent Słowenii Danilo Türk, serbscy premierzy Zoran Đinđić, Vojislav Koštunica, Mirko Cvetković, Ivica Dačić, przewodniczący Zgromadzenia Ogólnego ONZ Srgjan Kerim i Lazar Mojsov, przywódcy religijni Ireneusz (patriarcha Serbii) i Jan z Szanghaju i San Francisco, serbski minister spraw zagranicznych Vuk Drašković, słoweński ekonomista Mitja Gaspari, serbski polityk Dimitrije Tucović. Studiowali tu znani pisarze: Miloš Crnjanski, Meša Selimović, Desanka Maksimović, Danilo Kiš, Branislav Nušić, Branko Ćopić, David Albahari oraz Abdul Rahman Munif. Jedna z absolwentek,
Biserka Rajčić, w czasie obrad II Światowego Kongresu Tłumaczy Literatury Polskiej w Krakowie (w 2009) została laureatką nagrody „Transatlantyk”, przyznawanej najwybitniejszym tłumaczom literatury polskiej.

## Galeria

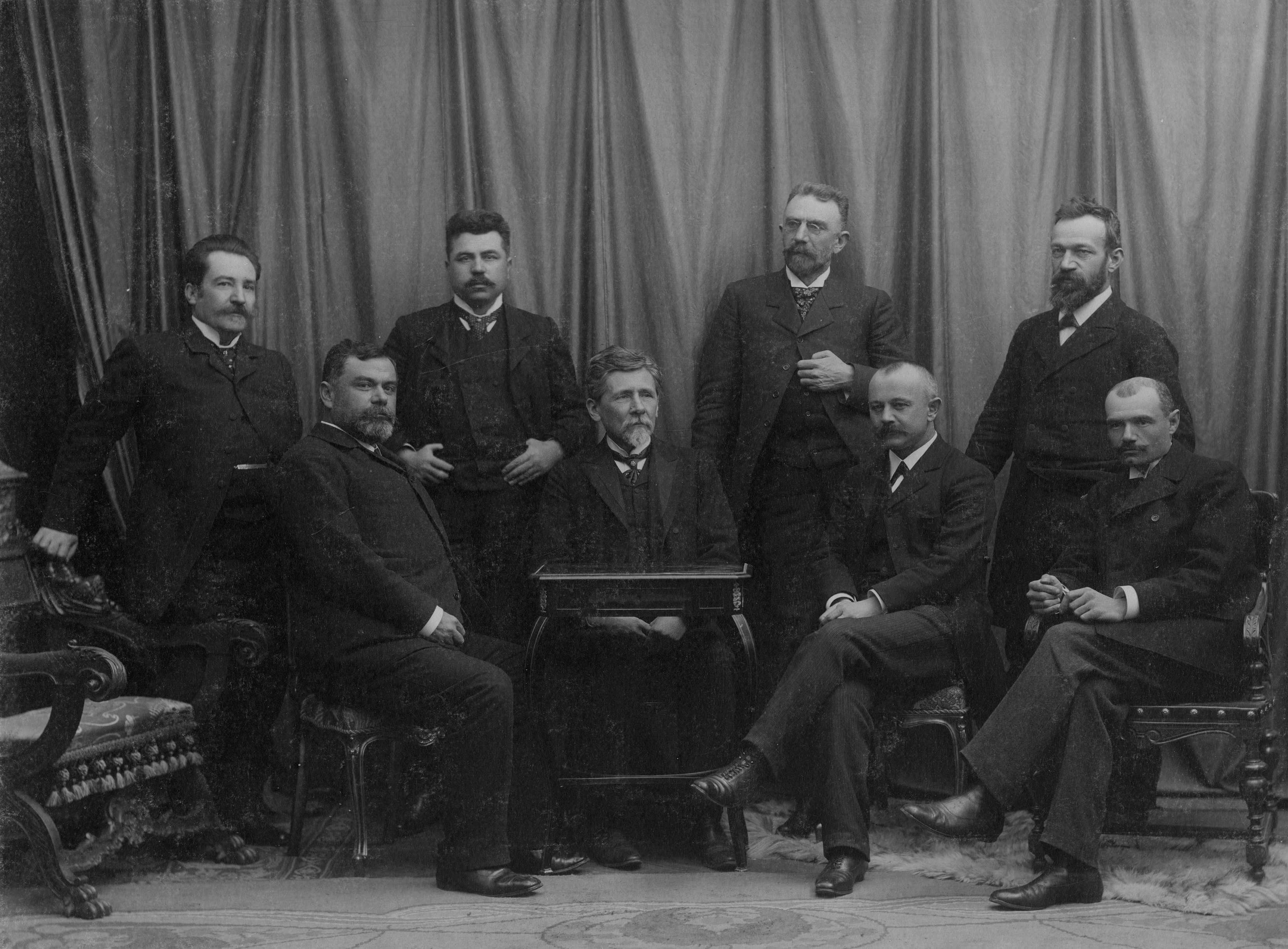
Pierwsi profesorowie
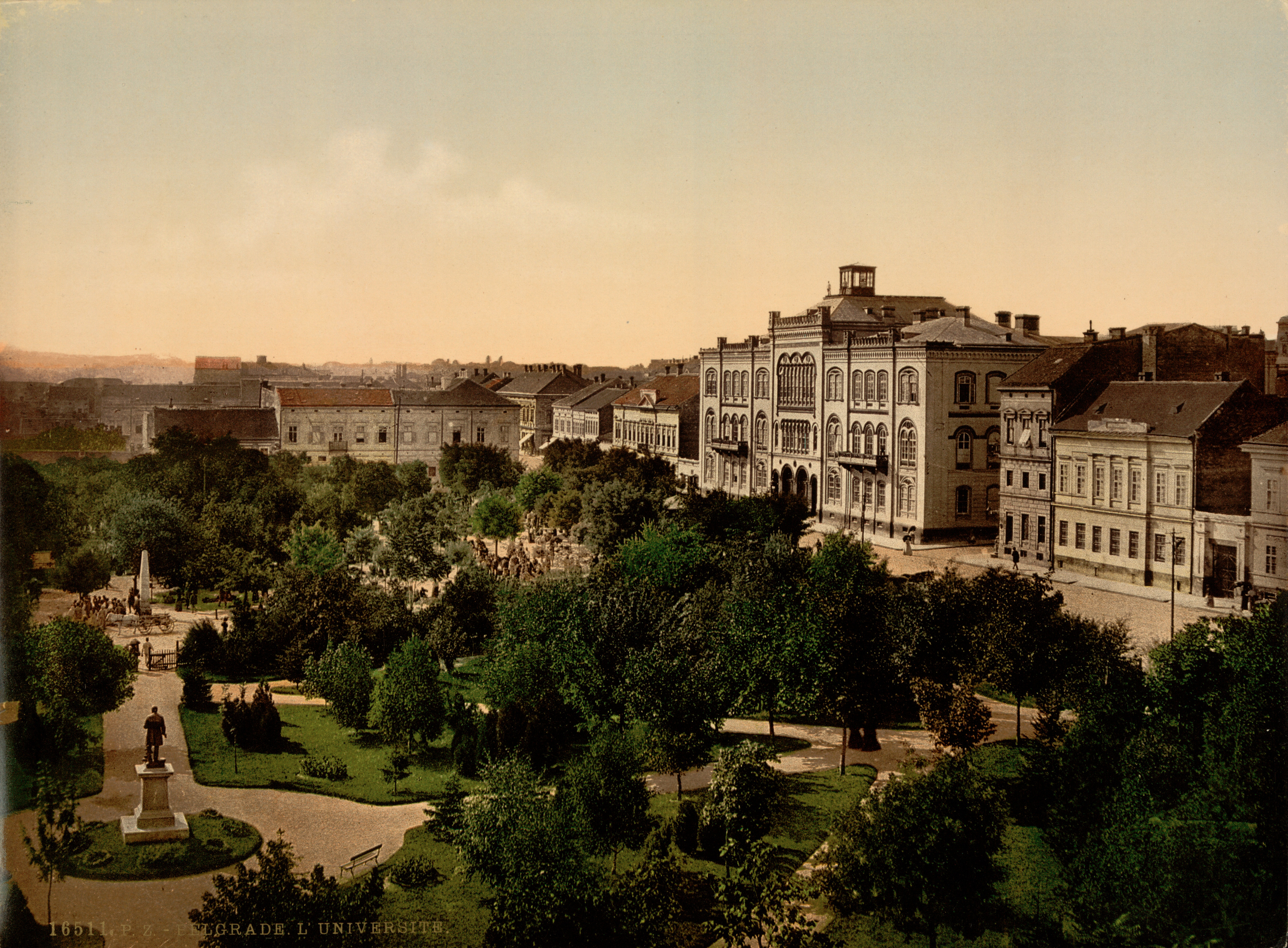
Uniwersytet w Belgradzie 1890
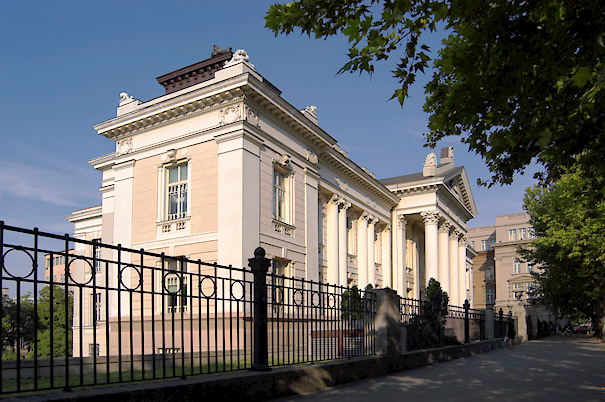
Biblioteka Uniwersytecka w Belgradzie
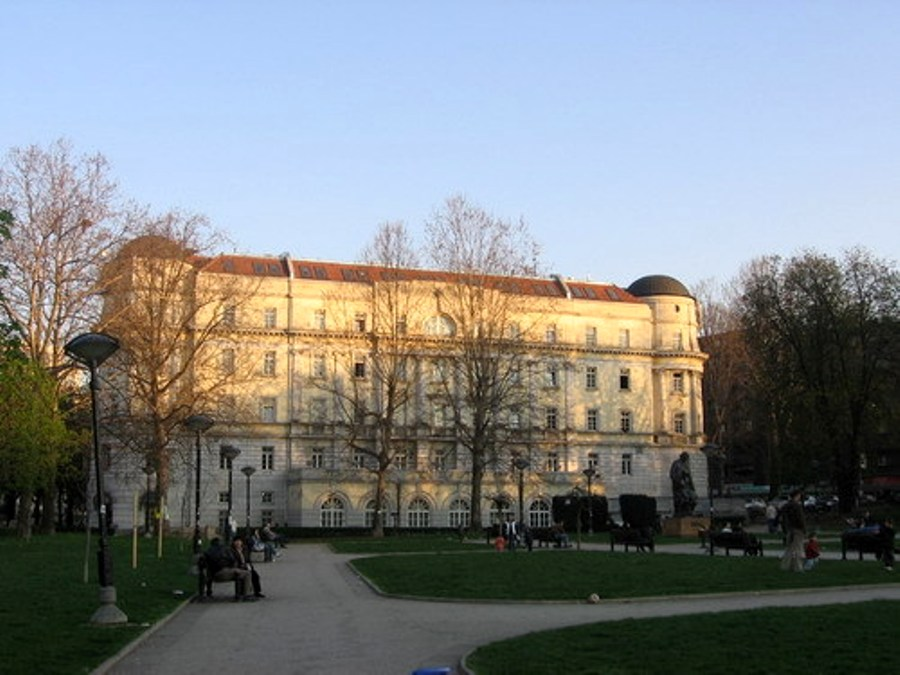
Dom Studencki Aleksandra I
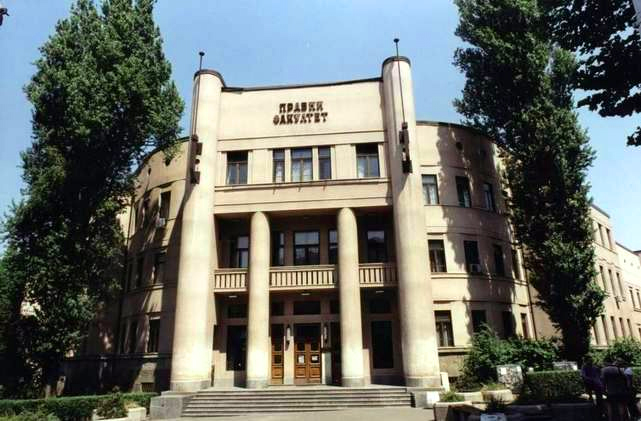
Wydział Prawa
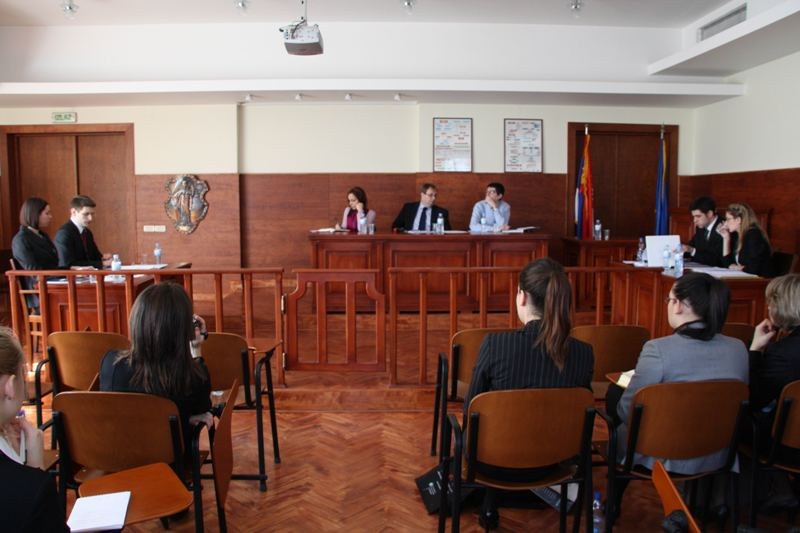
Szkoleniowa sala sądowa dla studentów prawa
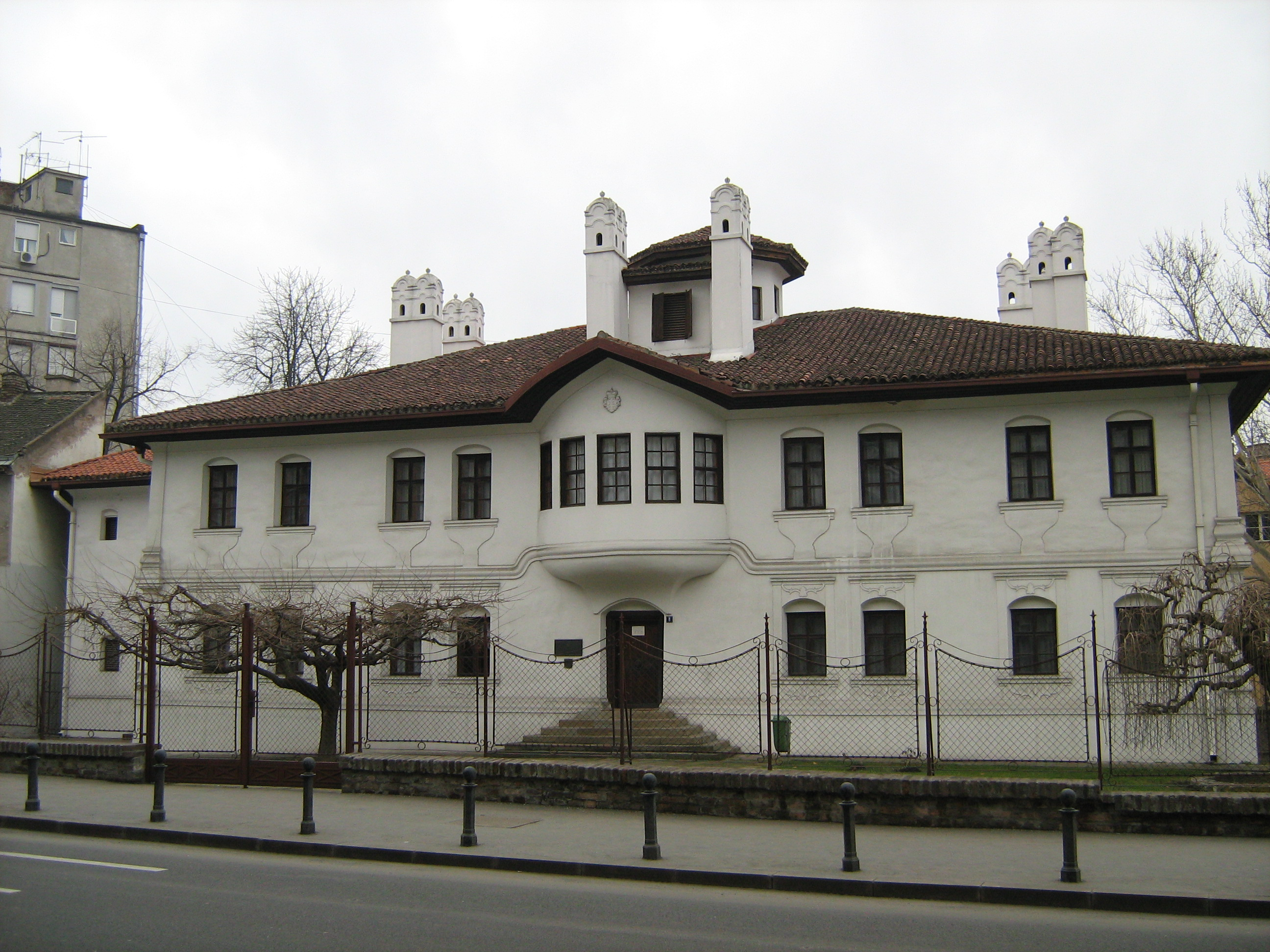
Dom księżniczki Ljubicy, dawniej siedziba uczelni
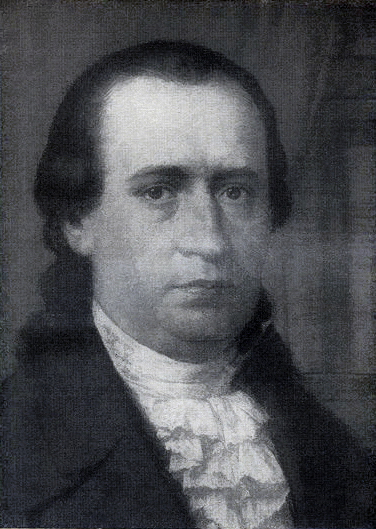
Dositej Obradović, założyciel uniwersytetu
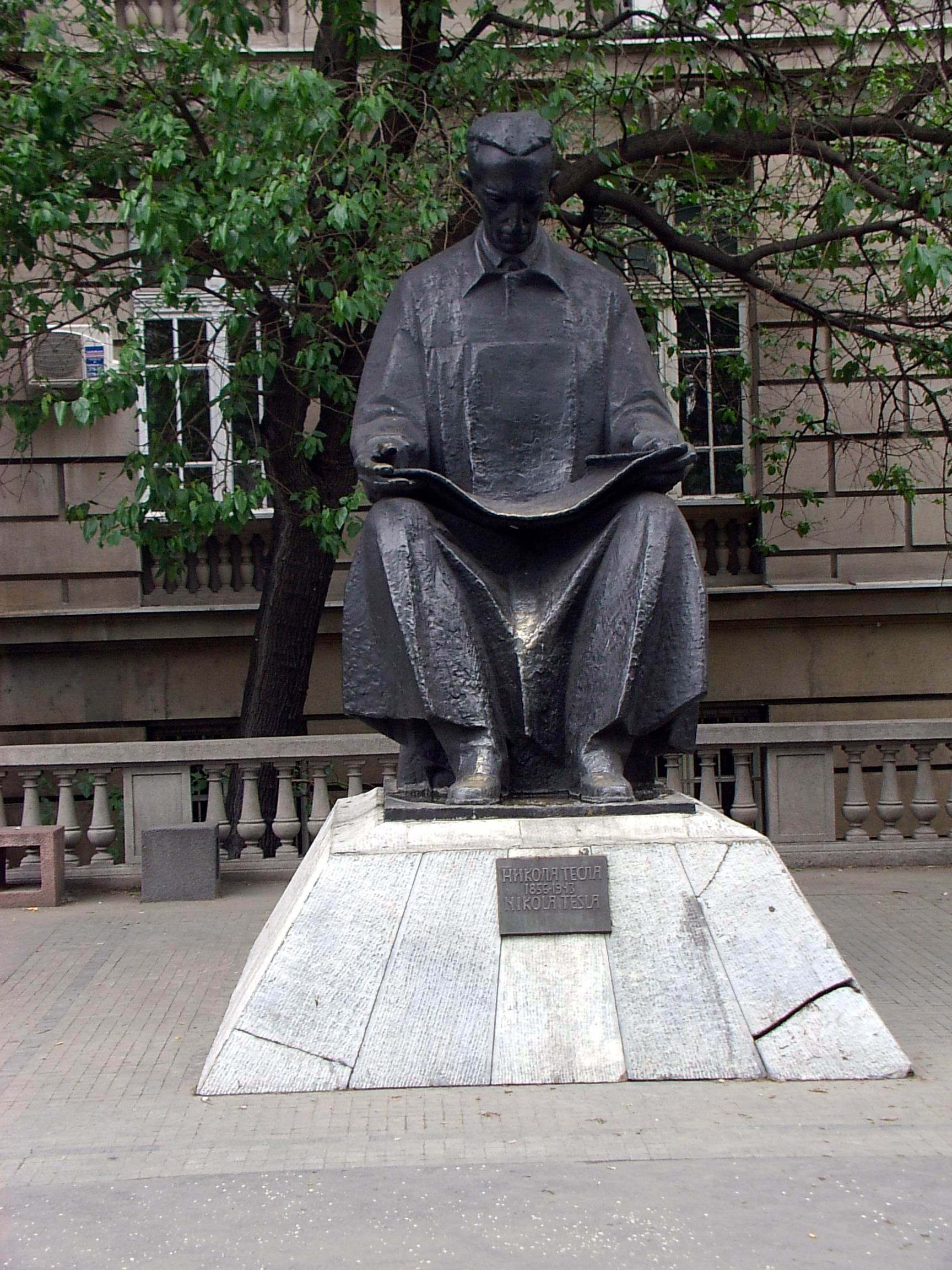
Pomnik Tesli autorstwa Frano Kršinicia przed Wydziałem Elektrotechniki
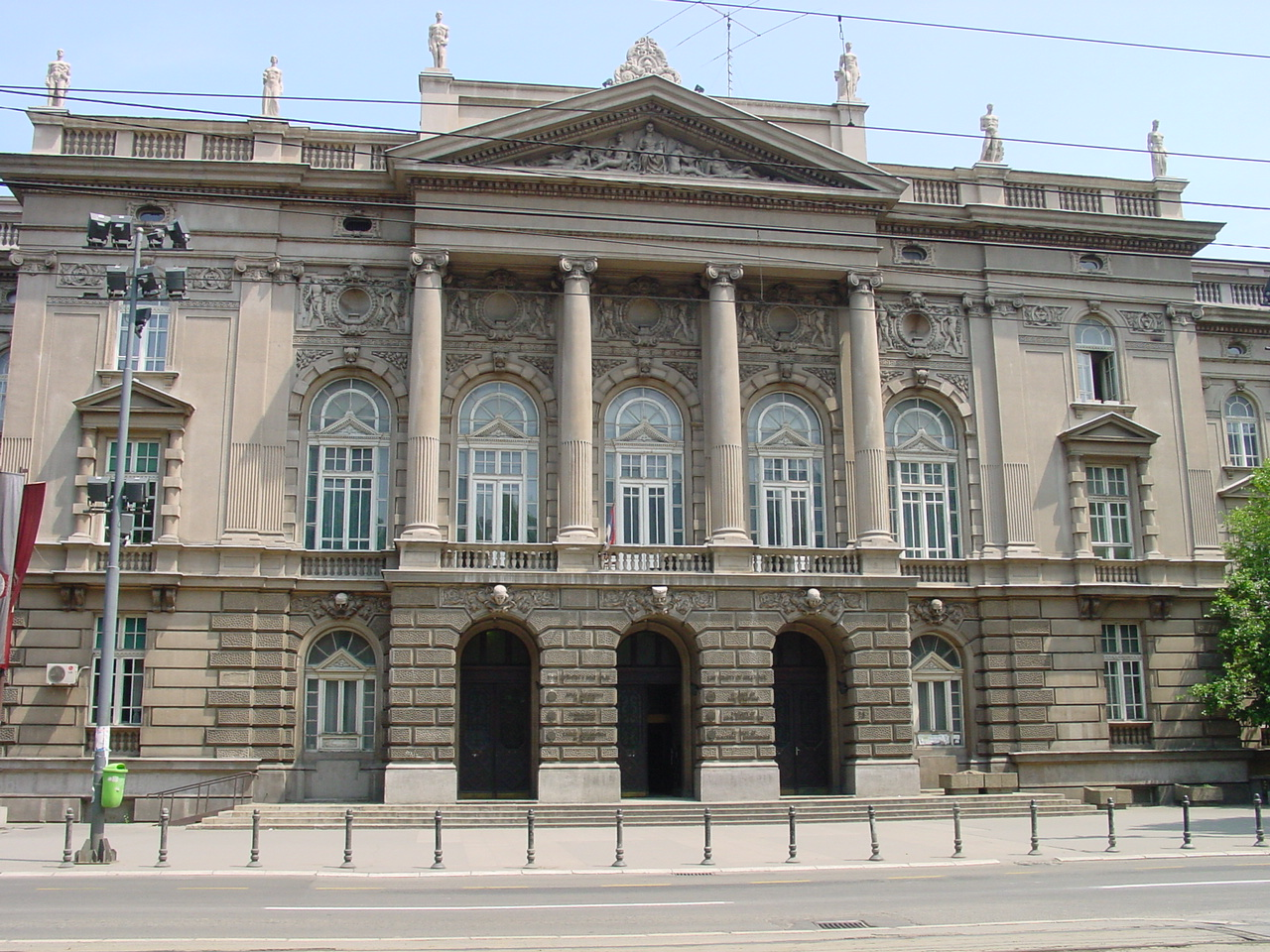
Wydział Elektrotechniki
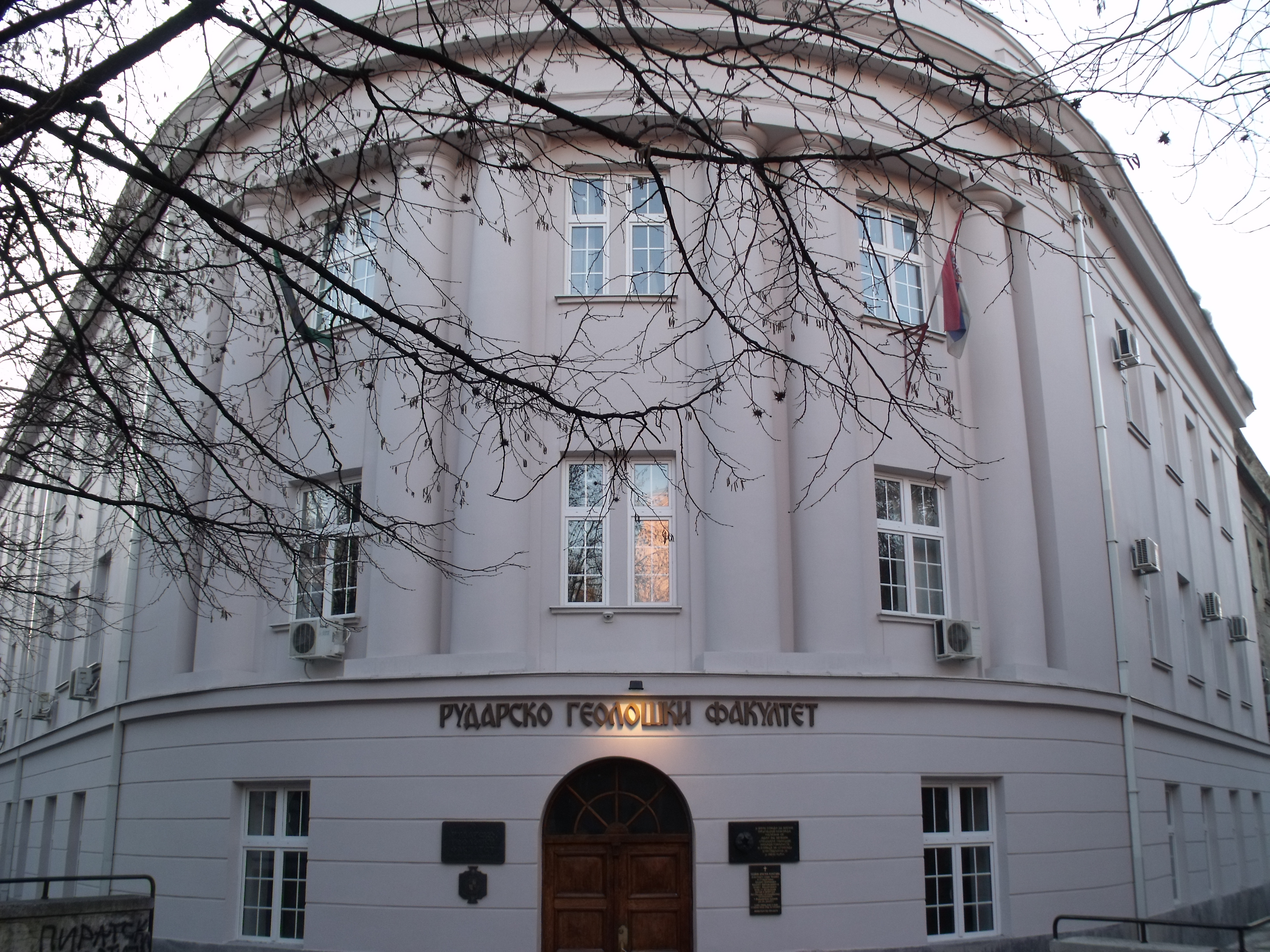
Wydział Górnictwa i Geologii